# 24509 Joycechai
24509 Joycechai è un asteroide della fascia principale. Scoperto nel 2001, presenta un'orbita caratterizzata da un semiasse maggiore pari a 2,3585070 UA e da un'eccentricità di 0,1742351, inclinata di 1,54507° rispetto all'eclittica.